# A Little Princess
A Little Princess er en amerikansk stumfilm fra 1917 af Marshall Neilan.

## Medvirkende
- Mary Pickford som Sara Crewe.
- Norman Kerry som Richard Crewe.
- Katherine Griffith som Miss Minchin.
- Anne Schaefer som Amelia Minchin.
- Zasu Pitts som Becky.